# Hersh Mendel
Pour les articles homonymes, voir Mendel.
 (avril 2023).
Si vous disposez d'ouvrages ou d'articles de référence ou si vous connaissez des sites web de qualité traitant du thème abordé ici, merci de compléter l'article en donnant les références utiles à sa vérifiabilité et en les liant à la section « Notes et références ».
Hersh Mendel, de son vrai nom Sztokfisz (Varsovie, 1890 - Tel-Aviv, 1969) était un révolutionnaire juif polonais.

## Un jeune ouvrier socialiste
Hersh Mendel passa son enfance dans les quartiers juifs populaires de Varsovie dont les habitants souffraient à la fois de la pauvreté et de l'antisémitisme. Dès son plus jeune âge, il travailla de longues heures dans l'atelier misérable de son père, dans le secteur du cuir. Encore enfant, il s'enthousiasma pour la révolution russe de 1905 qui eut des répercussions jusqu'à Varsovie. Selon lui, un jeune ouvrier juif n'avait à l'époque que deux solutions : rejoindre la pègre ou devenir socialiste. Il participa à plusieurs grèves, découvrit la littérature socialiste en autodidacte et rejoignit le Bund dont il devint un militant actif. Soumis à la surveillance de l'Okhrana, il fut arrêté une première fois en 1912. L'année suivante, il contribua à l'organisation d'une manifestation d'ouvriers juifs contre la politique antisémite du tsar à l'occasion du procès Beilis. Contraint à passer dans la clandestinité, Hersh Mendel s'exila à Paris où il fit, en 1914, la connaissance d'un certain nombre de révolutionnaires russes qui s'y trouvaient, dont Vladimir Antonov-Ovseïenko.

## Dans la tourmente révolutionnaire
Catastrophé par l'attitude des socialistes européens qui se rallièrent à l'union sacrée au lieu de combattre la guerre comme le prévoyaient pourtant les résolutions de l'Internationale, Hersh Mendel connut une crise de conscience. Il se tourna vers l'anarchisme. Suspect comme les autres membres de la colonie d'opposants au tsarisme qui vivaient en France, il fut assigné à résidence en province par les autorités françaises en 1914. Mais il put regagner Paris l'année suivante. C'est là qu'il apprit avec allégresse la nouvelle de la chute du tsar. Hersh Mendel rentra en Russie en même temps qu'Antonov-Ovséenko, pendant l'été 1917. Sceptique sur les méthodes des anarchistes russes, il s'engagea dans l'armée à la veille de la révolution d'Octobre. Il participa, avec son régiment, gagné aux Bolchéviks, à l'insurrection de Moscou, dans les premiers jours de novembre 1917, sans même savoir se servir d'un fusil.
Dans les mois suivants, il combattit les troupes de Kornilov. En 1918, il combattit encore pour la révolution à Oufa et circula clandestinement en Ukraine. Hersh Mendel décrit dans ses Mémoires d'un révolutionnaire juif le contexte troublé de cette année 1918, la famine qui menace, les revirements de militants dont l'opinion sur le pouvoir soviétique n'est pas définitivement tranchée, les mœurs des soldats de l'Armée rouge dont certains sont animés par un idéalisme révolutionnaire alors que d'autres sont des aventuriers douteux. Il évoque certains anarchistes plus intéressés par les "expropriations" que par la défense de la révolution. Il s'agit du témoignage vivant d'un simple participant.

## Militant communiste en Pologne
Lorsqu'il rentra en Pologne, en 1919, Hersh Mendel apprit que ses parents étaient morts de faim pendant la guerre. Il constata aussi que la classe ouvrière polonaise, influencée par le patriotisme, n'était pas mûre pour la révolution socialiste. Il adhéra néanmoins au Parti communiste de Pologne, après avoir rencontré Karolski, dirigeant communiste populaire dans la classe ouvrière juive. Il devint membre du Bureau Central juif, une section du comité central chargée du travail communiste en direction de la population juive qui disposait d'une certaine liberté d'action. Selon Hersh Mendel, le parti communiste remporta plus de succès auprès des travailleurs juifs que des travailleurs polonais, probablement parce qu'ils ne pouvaient pas adhérer au patriotisme polonais qui restait fortement teinté d'antisémitisme et parce que le sionisme restait un courant marginal.
En 1920, Hersh Mendel devint membre du Comité Militaire Révolutionnaire chargé de préparer l'arrivée de l'Armée rouge en Pologne, lors de la guerre russo-polonaise. Il était au même moment considéré comme déserteur de l'armée polonaise. Raflé par la police, il échappa in-extremis à la peine de mort en s'enfuyant au cours d'un transfert. Dès lors, il lui fallut vivre sous une fausse identité. Après l'échec de l'Armée rouge devant Varsovie, Hersh Mendel se rendit en Union soviétique où il séjourna en 1921. Rentré en Pologne l'année suivante, il fut chargé d'organiser le parti en Biélorussie Occidentale, qui faisait alors partie de la Pologne. En 1924, le Comintern enjoignit aux communistes polonais de préparer un soulèvement en Biélorussie Occidentale avant d'annuler sa décision au dernier moment.
C'est alors qu'Hersh Mendel fut arrêté par la police polonaise. Il resta en prison jusqu'en 1928. Il participa à plusieurs grèves de la faim pour faire respecter les droits des prisonniers politiques. Au cours de l'une d'elles, il fut torturé par la police. Dans ses Mémoires, il décrit ainsi les méthodes policières : 
« La police locale affectionnait particulièrement deux modes de torture effroyables : verser de force de l'eau par le nez et frapper le sommet de la tête. Ceux qui subissaient le premier supplice arrivaient en prison blêmes, les yeux gonflés, sans ressort. Les autres, matraqués sur le crâne, restaient prostrés dans un mutisme quasi total. Ils cessaient progressivement de s'alimenter et finissaient par perdre conscience. Quand un nouveau prisonnier arrivait, on devinait au premier coup d'œil le genre de torture qu'il venait de subir. »

## Du rejet du stalinisme au "sionisme prolétarien"
Après sa libération, Hersh Mendel se rendit à Moscou, en 1928, pour suivre les cours de l'École Lénine, qui formait les cadres du Comintern. C'est là qu'il prit pleinement conscience de la nature du stalinisme. Deux choses le choquèrent particulièrement. D'une part, il n'y avait plus aucune discussion sincère entre militants communistes. Chacun vivait dans la peur d'être dénoncé au Guépéou. La répression policière remplaçait l'argumentation politique. Dans ce contexte, la sélection des cadres se faisait sur la base, non plus de leur dévouement au mouvement, mais sur la base de leur servilité envers la direction stalinienne. D'autre part, il fut témoin des méfaits de la collectivisation forcée dans les campagnes. Alors qu'elle réduisait au désespoir les paysans et entraîna une famine terrible, on lui demanda d'expliquer aux paysans qu'ils vivaient dans une nouvelle ère d'abondance.
S'il n'y avait plus d'espoir en URSS, du moins Hersh Mendel espérait-il pouvoir combattre le stalinisme dans le Parti communiste de Pologne. C'est dans cet état d'esprit qu'il rentra à Varsovie en 1930. À cette période, par la voix de Dmitri Manouilsky, le Comintern défendait la thèse du social-fascisme, selon laquelle les partis social-démocrates et les partis fascistes étaient des frères jumeaux et qu'il fallait les combattre et non constituer un front unique avec eux. Cette conception ouvrait un boulevard à Hitler. Hersh Mendel engagea la lutte sur cette question. Il constitua avec d'autres oppositionnels une fraction qui, dans un premier temps, ne fut pas ouvertement trotskyste. Il parvint à influencer nombre de militants, en particulier parmi les ouvriers communistes juifs. C'est dans ce contexte qu'il rencontra Isaac Deutscher qui mit sa plume au service du mouvement. Leur programme comprenait trois points : front unique avec les social-démocrates dans la lutte contre la réaction et le fascisme ; unité du mouvement syndical ; contre le fonctionnement bureaucratique, pour la démocratie dans le parti.
Exclus du Parti l'année suivante, Hersh Mendel subit pendant des années les menaces des staliniens. Ils firent pression pour l'empêcher de trouver du travail. Quiconque l'embauchait se voyait menacé de grève. Insultes dans la presse communiste officielle et dans la rue, calomnies, menaces de mort, mouchardage, agressions physiques contre les réunions trotskystes. En 1933, la pression se fit telle qu'Hersh Mendel quitta à nouveau la Pologne. Emprisonné quelque temps en Autriche, il arriva à Paris l'année suivante. Il eut de multiples rencontres avec Léon Sédov et put s'entretenir avec Trotsky. Ils eurent une divergence sur la nécessité de proclamer la Quatrième Internationale. Hersh Mendel estimait qu'une Internationale ne regroupant que de petits groupes sans influence n'avait pas de sens. Il retourna en Pologne en 1936 pour retrouver une situation aggravée : en pleine période des procès de Moscou, les staliniens polonais rivalisaient d'accusations grotesques contre les trotskystes polonais, accusés d'être des agents... du Mikado ! En 1938, il se rendit une troisième fois en France pour échapper à la police polonaise.
C'est en France qu'Hersh Mendel passa la Seconde Guerre mondiale. Le pacte germano-soviétique, le partage de la Pologne, entre Hitler et Staline, l'extermination des Juifs d'Europe, tout cela l'amena à se tourner vers le sionisme et à émigrer en Palestine où il finit sa vie. Voici comment il explique sa dernière orientation politique :
« Après avoir longuement hésité et beaucoup réfléchi, il m'est apparu clairement que le seul ouvrier juif encore en mesure de lutter désormais pour le socialisme est l'ouvrier juif d'Israël. Car c'est seulement en Israël que le peuple juif se recomposera et s'attachera à l'édification d'une vie nouvelle et libre ; c'est seulement en Israël que l'ouvrier pourra devenir hégémonique ! Je pris donc la décision de rejoindre les rangs du sionisme prolétarien. »